# El Golfete
El Golfete är en sjö i Guatemala.   Den ligger i departementet Departamento de Izabal, i den östra delen av landet, 210 km nordost om huvudstaden Guatemala City. El Golfete ligger 1 meter över havet. Arean är 62 kvadratkilometer. I omgivningarna runt El Golfete växer i huvudsak städsegrön lövskog. Den sträcker sig 12,1 kilometer i nord-sydlig riktning, och 19,3 kilometer i öst-västlig riktning.